# What Is It?
What Is It? è un film sperimentale indipendente diretto, scritto e prodotto da Crispin Glover. L'Internet Movie Database lo descrive come "Le avventure di un giovane i cui principali interessi (sic) sono lumache, sale, una pipa e in che modo può tornare a casa. Tormentato da una psiche interna arrogante e razzista".

## Produzione

### Cast
Il film vanta un eclettico e insolito cast. Le pornostar Kiva e Zoryna Dreams, come molte altre donne del film, compaiono nude indossando maschere raffiguranti degli animali. Molti degli attori principali hanno la sindrome di Down (sebbene questa condizione non è affrontata nel film). Fairuza Balk dà la voce ad una vera lumaca nel film, mentre il ruolo di Glover è descritto come "Duellante autore Demone-Dio e Pische interna del giovane" ("Dueling Demi-God Auteur and the young man's inner psyche").

## Particolarità
Il film include immagini di svastiche, un ritratto di una Shirley Temple preadolescente, canzoni di Charles Manson, ballate di Johnny Rebel, un uomo truccato come un blackface e altri simboli di razzismo e pregiudizio. Glover difese la sua scelta di immagini in un'intervista del 2005: "È veramente un film per aiutare a cominciare queste tipo di discussioni. Perché queste cose sono tabù, e cosa significa per la cultura stessa? Una cultura che morirà di una morte di stupidità se non avrà differenti punti di vista."

## Distribuzione
Il film è stato solo mostrato in cinema indipendenti, tipicamente accompagnato da una sessione di domande e risposte, un diaporama e una sessione di autografi con Glover. Il regista ha dichiarato di non avere intenzione di vendere il film a un grande studio o di distribuirlo in formato home video.

## Sequel
What Is It? è il primo di una trilogia pianificata, seguito da It Is Fine. Everything Is Fine! e il prossimo film It Is Mine, di cui non si sa ancora il rilascio.